# Wspólna Reprezentacja Niemiec
Wspólna Reprezentacja Niemiec (ang. Unified Team of Germany, fr. Équipe unifiée d'Allemagne, niem. Gesamtdeutsche Mannschaft) uczestniczyła w letnich i zimowych igrzyskach olimpijskich w latach 1956, 1960 oraz 1964. Składała się z zawodników z RFN i NRD, a w roku 1956 także Protektoratu Saary. Międzynarodowy Komitet Olimpijski już w 1952 przed igrzyskami w Helsinkach pozwolił Niemcom wystawić wspólną reprezentację, ale w Helsinkach nie było sportowców z NRD. 
Reprezentacja w 1956 występowała pod niemiecką flagą. W związku ze zmianą flagi NRD w 1959 od 1960 reprezentacja występowała pod kompromisową flagą, która powstała przez dodanie olimpijskich pierścieni do klasycznej trójkolorowej flagi Niemiec. Flaga ta była też używana przez oddzielne reprezentacje RFN i NRD podczas igrzysk w 1968.
Podczas igrzysk w 1956, 1960 oraz 1964 reprezentacja była nazywana „Niemcy” wraz ze skrótem GER (z wyjątkiem Zimowych Igrzysk Olimpijskich 1964 w Innsbrucku gdzie był używany skrót D). Aktualnie w oficjalnych statystykach MKOl dla Wspólnej Reprezentacji Niemiec używany jest skrót EUA (z francuskiego Équipe Unifiée d'Allemagne).